# ポール・ジョーンズ (シンガー)

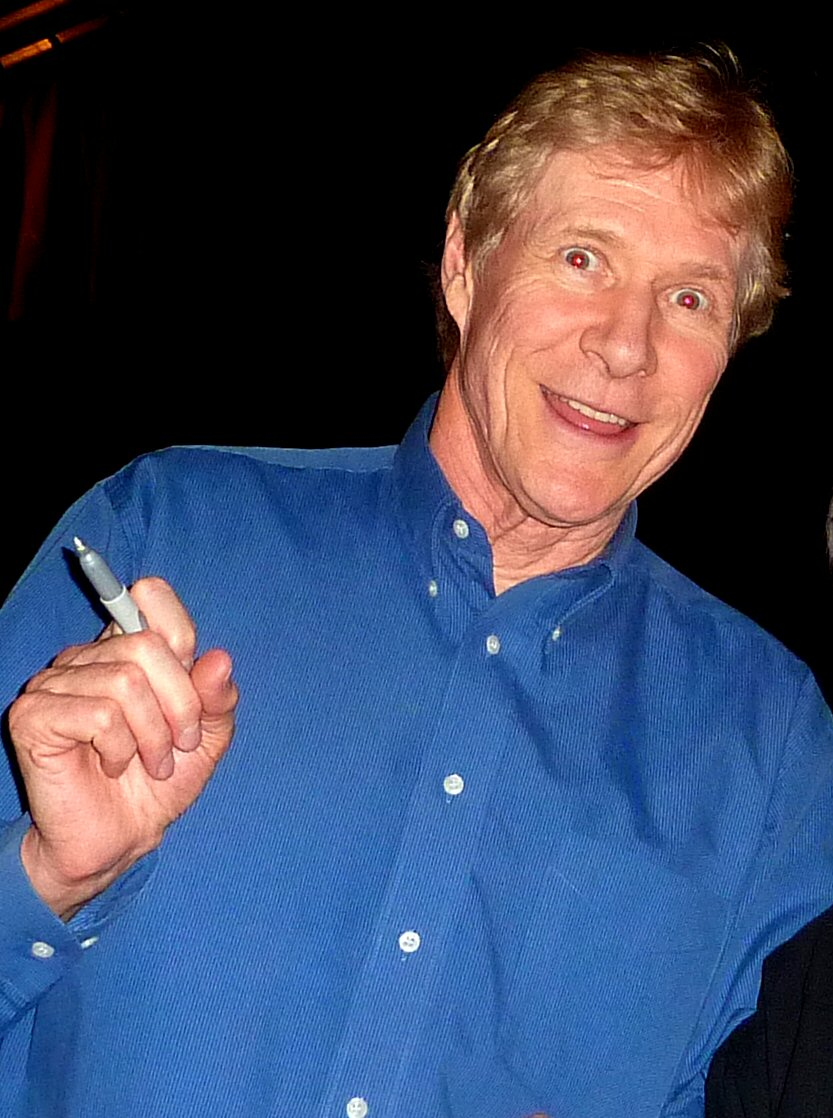
ケント、セブノークスで、2011年

ポール・ジョーンズ (Paul Jones, 1942年2月24日 - ) は、イングランドの歌手、俳優、ハーモニカ奏者、ラジオパーソナリティ、テレビ司会者。彼は1960年代前半に人気の高かったマンフレッド・マンのリードシンガー及びハーモニカ奏者として有名になった。1986年から2018年までの32年間、BBC Radio 2の「ザ・ブルース・ショー」の司会者を務めた。

## 経歴
ジョーンズは、ハンプシャーのポーツマスでポール・ポンドとして生まれた。彼は「P.P.ジョーンズ」の名でエルモ・ルイス（後にローリング・ストーンズを結成するブライアン・ジョーンズ）とデュオを組み、アレクシス・コーナーズ・ブルース・インコーポレイテッドの本拠地であるイーリング・ジャズ・クラブに出演した。ブルース・インコーポレイテッドにはシンガーとしてロング・ジョン・バルドリーとミック・ジャガーが所属していた。彼はキース・リチャーズとブライアン・ジョーンズから彼らが結成したグループのリードシンガーになるように頼まれたが、その依頼を断った。

1962年、マンフレッド・マンに加入して、リードヴォーカルとハーモニカを担当した。ポール・ジョーンズはマンフレッド・マンと共に多くのトップ10ヒットを記録し、その中には世界的なヒットとなった「ドゥ・ワ・ディディ・ディディ」（1964）が含まれた。
1966年7月にマンフレッド・マンを脱退、ソロに転向したが、レーベルはHMVのままであった。彼はソロシンガーとしては後任のマイク・ダボよりも成功しなかったが、幾つかのヒットを記録した。その中には「High Time」（1966年、イギリス4位）、「I've Been a Bad, Bad Boy」（1967年、イギリス5位）、「Thinkin' Ain't for Me」（1967年、イギリス32位）などがある。イギリスでの彼のソロキャリアは穏やかに成功したが、アメリカではレコードが殆どリリースされなかった。スウェーデンではEMIからベストアルバムをリリースし、大きくヒットした。1960年代後半になるとコロムビアに移籍、イギリスでのシングルリリースはコロムビアから行われた。
彼は俳優としても活動するようになる。ピーター・ワトキンス監督の1967年の映画「傷だらけのアイドル」に出演、相手役はモデルのジーン・シュリンプトンであったが、その演技は話題にならなかった。彼はポップシンガー役として出演して「I've Been a Bad, Bad Boy」と「Set Me Free」を歌った。同映画は後にカルトムービーの古典となり、「Set Me Free」は1970年代にパティ・スミスがカヴァーした。1968年には、ピーター・サイクス監督の映画"The Commitee"に主演した。
1971年、アメリカのジャズ・ピアニスト兼作曲家のカーラ・ブレイが詩人ポール・ヘインズと共作したLP3枚組の大作ジャズ・オペラ『エスカレーター・オーヴァー・ザ・ヒル』に参加した。同年、彼はニューヨークを拠点とするセッショングループであるホワイト・クラウドと共に『Crucifix in a Horseshoe』を録音した。このアルバムにはキーボードでテディ・ウェンダー、フィドルでケニー・コセクが参加している。
1973年、ジョーンズは「プロテクター電光石火」にゲスト出演し、「Goodbye George」というエピソードで、キャスパー・パートンというキャラクターを演じた。
1975年、彼は「ロンドン特捜隊スウィーニー」のエピソード、「チョークとチーズ」にゲスト出演し、ボクサーからハイウェイマンに転向したトミー・ギャレットという役を演じた。1976年に彼はティム・ライスとアンドルー・ロイド・ウェバーのミュージカル、「エビータ」のオリジナル・コンセプト・アルバムでフアン・ペロンの役を演じた。共演はエヴァ役にジュリー・コヴィントン、チェ役はコルム・ウィルキンソン、ミストレス役はバーバラ・ディクソンだった。ジョーンズは以前、1975年のクリスマスに「Great Big Groovy Horse」でもコヴィントンと共演していた。これはBBC2で放送されたトロイの木馬の物語を元にしたロックオペラであった。これは1977年にBBC1で再放送された。彼はまた1980年代半ばにBBC1の子供向けクイズ番組「Beat the Teacher」の司会を務めた。彼のゴールドアルバムには、「Evita」が含まれる。
1977年10月、彼はワージングのコンノート劇場で上演されたミュージカル「Drake's Dream」に主役のフランシス・ドレーク役で出演した。音楽はリン・ライリーとリチャード・ライリー、脚本はサイモン・ブレットが担当、監督はニコラス・ヤングで、12月7日からはロンドンのシャフツベリー劇場で期間限定の上演が行われた。「Drake's Dream」のロンドン公演は1977年にプレジデント・レコードによって録音され、2017年にステージ・ドア・レコードによってCDでリリースされた。
1978年に彼はRSOレコードからシングルをリリースした。これはセックス・ピストルズの「プリティ・ヴェイカント」とラモーンズの「シーナはパンク・ロッカー」のオーケストレーション・ヴァージョンで構成されている。どちらもライスがプロデュースしている。その4年後、彼はブリティッシュ・エレクトリック・ファウンデーションのアルバム『Music of Quality and Distinction』に収録された「There's a Ghost in My House」の新バージョンにゲストヴォーカリストの1人として参加した。
1979年に彼はザ・ブルースバンドを結成した。また、マンフレッド・マンの元メンバーによるザ・マンフレッズに参加し、セッションミュージシャンとしてハーモニカを演奏した。
1982年の秋、ジョーンズはロイヤル・ナショナル・シアターで上演されるリチャード・エアー演出のミュージカル『ガイズ&ドールズ』でイアン・チャールソンから主役のスカイ・マスタースンを引き継いだ。その後、彼はコテスロー劇場で上演されたジョン・ゲイ作、エアー演出の『ベガーズ・オペラ』でマクヒース役を演じた。
ジョーンズは1986年4月10日から、BBCラジオ2で放送されるリズムアンドブルースの番組の司会を務め始めた。同番組は1985年に3回放送されており、その後「ザ・ブルース・ショー」として知られるようになり、30年以上続く長寿番組となった。彼は同番組のラジオジングルをハーモニカで演奏した。
1987年に彼はロイヤル・シェイクスピア・カンパニーのミュージカル『キス・ミー・ケイト』にフレッド/ペトルーチオ役で主演し、リリ/ケイト役としてニコラ・マコーリフが共演、ストラトフォード＝アポン＝エイヴォンのロイヤル・シェイクスピア・シアターおよびロンドンのオールド・ヴィック・シアターで上演された。
1990年から1993年まで、彼はBBC1の子供向け番組である「Uncle Jack」にジャックおじさんとして出演した。ジャックの敵役、ヴィクセンとしてフェネラ・フィールディングも出演した。
2009年に彼はヨーロッパのContinental Record Services（別名CRS）とアメリカのCollectors' Choiceからアルバム『Starting All Over Again』をリリースした。プロデューサーはロサンゼルスのカーラ・オルソンが担当し、エリック・クラプトン、ジェイク・アンドリュース、アーニー・ワッツ、パーシー・スレッジ、アルヴィーノ・ベネット、トニー・マルシコ、マイケル・トンプソン、トム・モーガン・ジュニア、オレン・ウォーターズ、ルーザー・ウォーターズが参加している。

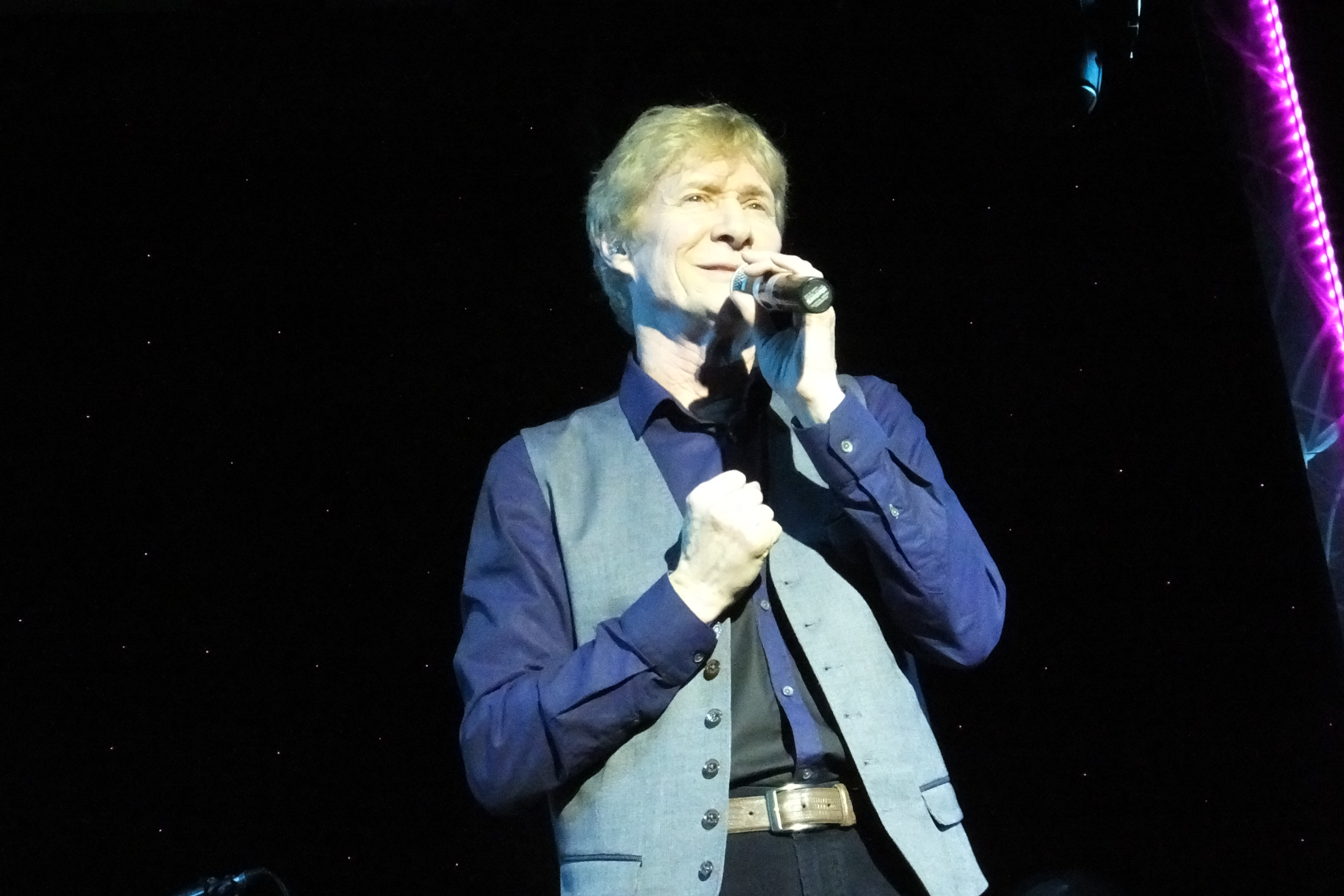
ジョーンズとザ・マンフレッズ、2015年

2009年5月4日、ジョーンズはロンドンのロイヤル・アルバート・ホールでのジョー・ボナマッサのコンサートに出演し、ハーモニカを演奏した。同月、ニック・バーニエ・バンドの「I'm Your Kingpin」にハーモニカで参加した。2010年、彼はニック・バーニエ・バンドのアルバム『Sessions』に収録された「You’re Wrong」の2つのバージョンに参加した。
2015年には前作と同じく同じくカーラ・オルソンがプロデュースしたアルバム『Suddenly I Like It』をリリースした。このアルバムには特別ゲストとしてジョー・ボナマッサとジュールズ・ホランドが参加した。
ジョーンズは現在、ナショナル・ハーモニカ・リーグの会長であり、2010年、2011年、2012年のブリティッシュ・ブルース・アワードで「ハーモニカ・プレイヤー・オブ・ザ・イヤー」を受賞し、2011年にはブルース・ブロードキャスター・オブ・ザ・イヤーと生涯功労賞を受賞した。 
2018年1月、彼は5月中旬に「ブルース・ショー」を降板し、司会をケリス・マシューズと交代することが発表された。彼の最後の出演は2018年4月23日だった。ゲストはエリック・ビブで、最後に演奏された曲はサニー・ボーイ・ウィリアムソンIIの「マイティ・ロング・タイム」（1951）であった。彼はこの曲を「私の数少ない最も好きなブルースレコードの1つ」と語った。

## 私生活
ジョーンズはポーツマス・グラマースクールとマルタ王立海軍学校で学び、最後の2年間はエジンバラ・アカデミーに転校し、卒業しなかったものの、オックスフォードのジーザス・カレッジで英語の公開エキシビションで勝利した。
ジョーンズは、小説家兼評論家のシーラ・マクラウドと最初に結婚した（1963-1976）。彼らには2人の息子、マシューとジェイコブがいた。その後、元女優で後にキリスト教の伝道師となったフィオナ・ヘンドリー・ジョーンズと再婚している。彼らはナショナル・シアターでの演劇中に出会っている。彼はクリフ・リチャードからルイス・パラウの伝道イベントに招待された後、1980年代半ばにキリスト教に改宗した。ジョーンズは1960年代にテレビのディベート番組でリチャードの対立側で出演し、当時はリチャードの視点に反対していた。2013年12月、ジョーンズはBBC Oneの「Songs of Praise」に出演しアレッド・ジョーンズと共演、自らの信仰について語った。
ジョーンズは1973年に息子のマシューと一緒に「ラジオ・タイムズ」の表紙を飾った。写真は俳優のジョン・パートウィー（当時はドクター・フーで主演）とアナウンサーのマイケル・パーキンソンと一緒に撮影された。

## ソロ・ディスコグラフィ

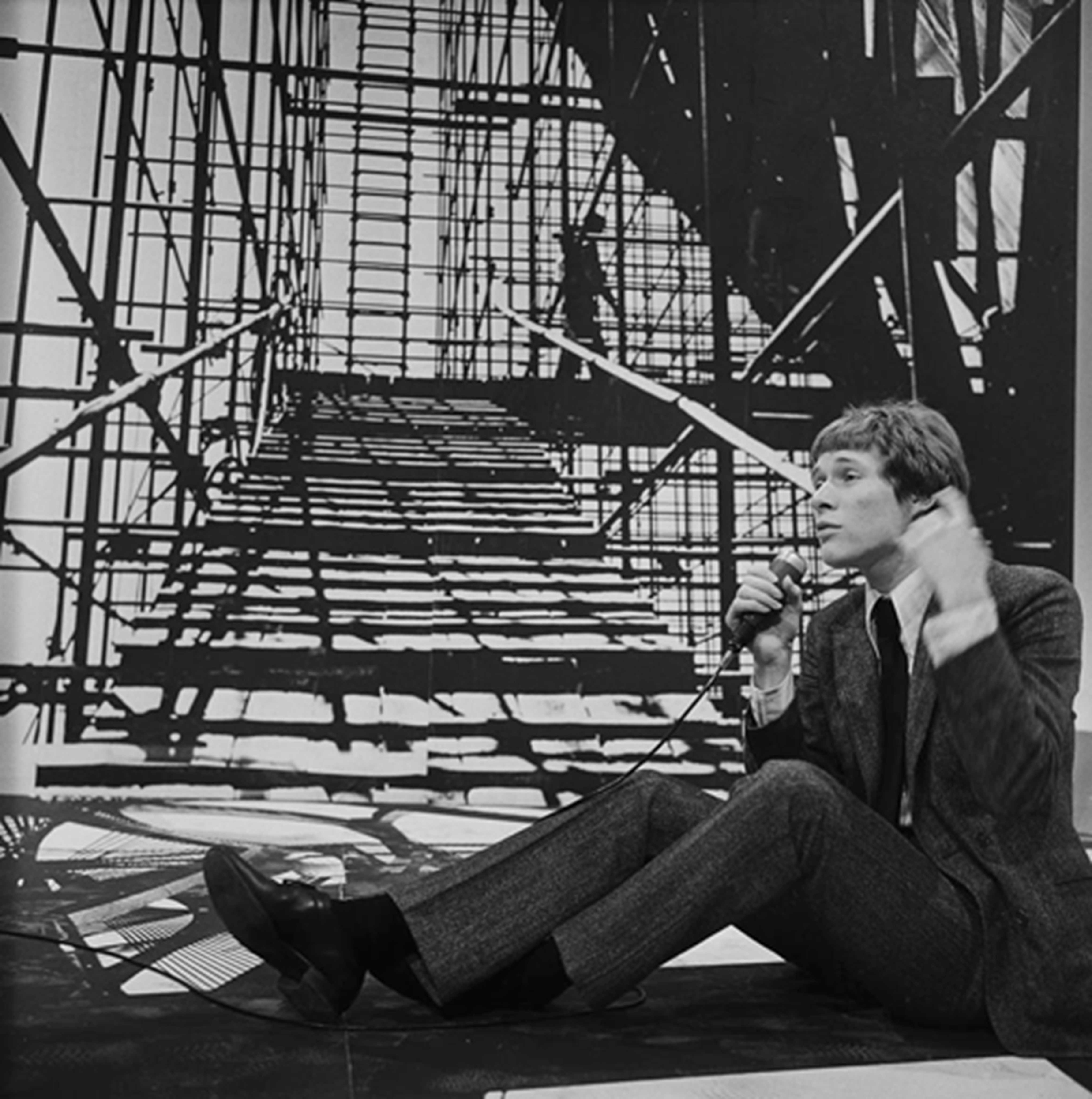
Dutch TV, 「Fanclub」, 1967年

### アルバム
- My Way (1966)
- Sings Privilege & Others (1967)
- Love Me, Love My Friends (1968)
- Come into My Music Box (1969)
- Crucifix in a Horseshoe (1972)
- Starting All Over Again (2009)
- Suddenly I Like It (2015)

### ヒットシングル
- "High Time" (1966) - UK #4,[25] NZ #10
- "I Can't Hold on Much Longer" (1966) - Canada #71[26]
- "I've Been a Bad, Bad Boy" (1967) - UK #5, Ireland #10, NZ #9
- "Thinkin' Ain't for Me" (1967) - UK #32
- "Sons and Lovers" (1968) - NZ #6
- "Poor Jenny" (1968) - NZ #5
- "Aquarius" (1969) - UK #45
- "Stop, Stop, Stop" (1977) - South Africa #15